# Olympische Winterspiele 1998/Teilnehmer (Polen)
| Gelbes Symbol für Goldmedaillen mit stilisierten Olympischen Ringen | Graues Symbol für Silbermedaillen mit stilisierten Olympischen Ringen | Braundes Symbol für Bronzemedaillen mit stilisierten Olympischen Ringen |
| ------------------------------------------------------------------- | --------------------------------------------------------------------- | ----------------------------------------------------------------------- |
| —                                                                   | —                                                                     | —                                                                       |

Polen nahm an den Olympischen Winterspielen 1998 im japanischen Nagano mit einer Delegation von 39 Athleten in zehn Disziplinen teil, davon 24 Männer und 15 Frauen. Ein Medaillengewinn gelang keinem der Athleten.
Fahnenträger bei der Eröffnungsfeier war der Biathlet Jan Ziemianin.

## Teilnehmer nach Sportarten

### Biathlon
Männer
- Wojciech Kozub
10 km Sprint: 23. Platz (29:28,5 min)
20 km Einzel: 30. Platz (1:00:41,1 h)
4 × 7,5 km Staffel: 5. Platz (1:24:09,8 h)

- Tomasz Sikora
10 km Sprint: 28. Platz (29:40,8 min)
20 km Einzel: 47. Platz (1:02:39,9 h)
4 × 7,5 km Staffel: 5. Platz (1:24:09,8 h)

- Jan Ziemianin
4 × 7,5 km Staffel: 5. Platz (1:24:09,8 h)

- Wiesław Ziemianin
10 km Sprint: 26. Platz (29:34,4 min)
20 km Einzel: 47. Platz (1:02:39,9 h)
4 × 7,5 km Staffel: 5. Platz (1:24:09,8 h)

Frauen
- Iwona Daniluk
4 × 7,5 km Staffel: 13. Platz (1:45:45,5 h)

- Halina Guńka
7,5 km Sprint: 42. Platz (25:39,0 min)

- Halina Pitoń
15 km Einzel: 51. Platz (1:02:45,0 h)
4 × 7,5 km Staffel: 13. Platz (1:45:45,5 h)

- Anna Stera-Kustusz
7,5 km Sprint: 6. Platz (23:53,1 min)
15 km Einzel: 17. Platz (57:56,0 min)
4 × 7,5 km Staffel: 13. Platz (1:45:45,5 h)

- Agata Suszka
7,5 km Sprint: 45. Platz (25:45,1 min)
15 km Einzel: 42. Platz (1:01:35,4 h)
4 × 7,5 km Staffel: 13. Platz (1:45:45,5 h)

### Bob
Männer, Vierer
- Tomasz Żyła, Dawid Kupczyk, Krzysztof Sieńko, Tomasz Gatka (POL-1)
22. Platz (2:43,79 min)

### Eiskunstlauf
Frauen
- Anna Rechnio
19. Platz (26,5)

Paare
- Dorota Zagorska & Mariusz Siudek
10. Platz (16,0)

Eistanz
- Sylwia Nowak & Sebastian Kolasiński
12. Platz (23,4)

### Eisschnelllauf
Männer
- Paweł Abratkiewicz
500 m: 22. Platz (73,27 s)
1000 m: 26. Platz (1:12,80 min)

- Tomasz Świst
500 m: 26. Platz (73,54 s)
1000 m: 41. Platz (1:15,55 min)

- Paweł Zygmunt
1500 m: 34. Platz (1:53,73 min)
5000 m: 18. Platz (6:45,59 min)

### Rennrodeln
Männer, Doppelsitzer
- Piotr Orsłowski & Robert Mieszała
15. Platz (1:43,507 min)

### Shorttrack
Männer
- Maciej Pryczek
500 m: 24. Platz (im Vorlauf ausgeschieden)
1000 m: 27. Platz (im Vorlauf ausgeschieden)

### Ski Alpin
Männer
- Andrzej Bachleda
Abfahrt: 22. Platz (1:53,62 min)
Riesenslalom: 24. Platz (2:46,24 min)
Slalom: Rennen nicht beendet
Kombination: 5. Platz (3:11,53 min)

### Skilanglauf
Männer
- Janusz Krężelok
10 km klassisch: 76. Platz (32:02,8 min)
15 km Verfolgung: 53. Platz (47:13,3 min)
50 km Freistil: 40. Platz (2:19:04,4 h)

Frauen
- Bernadeta Bocek-Piotrowska
5 km klassisch: 39. Platz (19:17,3 min)
10 km Verfolgung: 43. Platz (32:50,9 min)
15 km klassisch: 33. Platz (51:40,7 min)
30 km Freistil: 33. Platz (1:32:37,6 h)
4 × 5 km Staffel: 13. Platz (59:56,7 min)

- Katarzyna Gębala
5 km klassisch: 60. Platz (19:58,8 min)
10 km Verfolgung: 59. Platz (35:04,3 min)
4 × 5 km Staffel: 13. Platz (59:56,7 min)

- Dorota Kwaśny
5 km klassisch: 61. Platz (20:03,1 min)
10 km Verfolgung: 49. Platz (33:38,6 min)
15 km klassisch: 50. Platz (53:42,6 min)
30 km Freistil: Rennen nicht beendet
4 × 5 km Staffel: 13. Platz (59:56,7 min)

- Małgorzata Ruchała
5 km klassisch: 33. Platz (19:06,4 min)
10 km Verfolgung: 35. Platz (32:15,2 min)
4 × 5 km Staffel: 13. Platz (59:56,7 min)

- Eliza Surdyka
15 km klassisch: 58. Platz (55:37,5 min)

### Skispringen
- Krystian Długopolski
Normalschanze: 62. Platz (nicht für den 2. Sprung qualifiziert)

- Łukasz Kruczek
Großschanze: 45. Platz (nicht für den 2. Sprung qualifiziert)
Mannschaft: 8. Platz (684,2)

- Adam Małysz
Normalschanze: 51. Platz (nicht für den 2. Sprung qualifiziert)
Großschanze: 52. Platz (nicht für den 2. Sprung qualifiziert)
Mannschaft: 8. Platz (684,2)

- Robert Mateja
Normalschanze: 21. Platz (197,5)
Großschanze: 20. Platz (219,6)
Mannschaft: 8. Platz (684,2)

- Wojciech Skupień
Normalschanze: 32. Platz (nicht für den 2. Sprung qualifiziert)
Großschanze: 11. Platz (237,5)
Mannschaft: 8. Platz (684,2)

### Snowboard
Männer
- Łukasz Starowicz
Riesenslalom: 19. Platz (2:12,31 min)
Halfpipe: 27. Platz (in der Qualifikation ausgeschieden)

Frauen
- Jagna Marczułajtis
Riesenslalom: Rennen im ersten Lauf nicht beendet

- Małgorzata Rosiak
Riesenslalom: 19. Platz (2:41,57 min)